# Kaiserrecht
Das Kaiserrecht war im Mittelalter ab dem 13. Jahrhundert zunächst die Bezeichnung für die deutschen Reichsgesetze und auch für das römische Recht des Heiligen Römischen Reiches. Es gründete sich auf dem im Investiturstreit ausgeprägten Gedanken, dass die weltliche Autorität des Kaisers Grundlage des erlassenen Rechts war, nicht dagegen die spirituelle Komponente der Kaiser- und Reichsidee. Den Gegensatz zum Kaiserrecht bildet häufig das kirchliche Recht.
Die deutschen Kaiser betrachteten die römischen Imperatoren als ihre Vorfahren in der Weltherrschaft (vgl. auch Translatio imperii). Römisches Recht wurde zum Vorbild absoluter, universeller Herrschaft.
Auch Rechtsbücher, die im Hochmittelalter vor der gelehrten Rezeption des römischen Rechts entstanden, wurden als Kaiserrecht bezeichnet, weil sie zur Erhöhung ihrer Autorität dem Kaiser zugeschrieben wurden. Das gilt vor allem für den Schwabenspiegel und das so genannte Kleine Kaiserrecht (entstanden vermutlich in Frankfurt am Main um 1350), beide beruhend auf dem Sachsenspiegel, seltener auch für den Sachsenspiegel selbst. Neue Forschung belegt, dass von der Forschung bisher als Einbeziehung des römischen Rechts gewertete Bezüge auf das Kaiserrecht im Stadtrecht von Lüneburg aus 1401 und in zahlreichen weiteren Quellen tatsächlich den Schwabenspiegel meinten.

## Römische Kaiserzeit
Ferner wird die kaiserliche Gesetzgebung in Rom als Kaiserrecht bezeichnet. Dabei werden zwei Typen unterschieden.
Zum einen gab es kaiserliche Texte und Willensäußerungen, die normative Geltung entfalteten und dabei von genereller Bedeutung waren. Zu diesen allgemeinen Anordnungen zählen die Konstitutionen (constitutiones im engeren Sinne, etwa orationes vor dem Senat), Gesetze (leges) und Edikte (edicta), also alle generell-abstrakten Anordnungen und Regelungen. 
Zum anderen wurden auch konkrete Maßnahmen angeordnet, die einen beschränkten Anwendungsbereich umfassten. Beispiele für materiell-rechtliche Anordnungen dieses Typs waren das Höchstpreisedikt unter Diokletian und Dekrete (decreta), Gerichtsentscheidungen des Kaisers mit präjudizieller Wirkung (Urteile). Da Urteile grundsätzlich nur konkret wirken können und eine Rechtsmaterie individuell regeln, konnte die normative Kraft erst dadurch erzielt werden, dass Stellungnahmen und Gutachten (responsa) der Rechtsgelehrten (auctores), die als Entscheidungsorgane im consilium principis mitwirkten, einbezogen wurden. Die Durchdringung eines Urteils durch die autoritative juristische Meinung ermöglichte erst den Charakter allgemeiner Bedeutung. Verbindliche Rechtsauskünfte, die auf Anträge von Amtsträgern oder auch Privaten ergingen, waren im ersten Fall die epistulae, im zweiten Fall die Reskripte (rescripta). Rechts- und Dienstanweisungen an Beamte, die sogenannten mandata, enthielten Regelungen zu den Pflichten und Rechten Betroffener.
Ab der Mitte des 3. Jahrhunderts (Periode zwischen dem Tod des Alexander Severus und der Machtübernahme durch Diokletian) ging die Gesetzgebung allein noch vom Kaiser aus, der Recht mit den sogenannten Kaiserkonstitutionen (constitutiones) schuf; die Gleichstellung zum Gesetz hielt Ulpian entsprechend fest: quod principi placuit legis habet vigorem. In der Folge wurden Konstitutionen ebenso gesammelt wie (vormals) Gesetze. Neue Rechtsprinzipien wurden selten statuiert, vornehmlich galt hergebrachtes Privatrecht. Kaiser Justinian erließ als eigenes Kaiserrecht die Novellae und früheres Kaiserrecht, den Codex Iustinianus, beide sind in der spätantiken Gesamtdarstellung, dem später so genannten Corpus iuris civilis, enthalten. Bereits der Codex Theodosianus enthielt kaiserrechtliche Vorschriften.